# Neptis chapa
Neptis chapa är en fjärilsart som beskrevs av John Nevill Eliot 1969. Neptis chapa ingår i släktet Neptis och familjen praktfjärilar. Inga underarter finns listade i Catalogue of Life.